# بشری (لبنان)
بشری (به عربی: بشری) یک منطقهٔ مسکونی در لبنان است که در شهرستان بشری واقع شده‌است. بشری ۶۲٫۰۷ کیلومتر مربع مساحت و ۲۴٬۰۰۰ نفر جمعیت دارد و ۱٬۴۵۰ متر بالاتر از سطح دریا واقع شده‌است.